# Khnoumhotep III
Pour les articles homonymes, voir Khnoumhotep.
Khnoumhotep III est vizir durant la XIIe dynastie.

## Généalogie
Khnoumhotep est fils du gouverneur local Khnoumhotep II, connu par sa tombe à Beni Hassan (tombe BH3). Khnoumhotep est promu sous Sésostris II, à la cour royale et est envoyé en plusieurs missions, l'une d'elles à la mer Rouge, une autre à Byblos. Il devient grand intendant et enfin vizir sous le règne de Sésostris III.
Le vizir Khnoumhotep est connu par des inscriptions dans la tombe de son père, par une stèle trouvée à la mer Rouge et surtout par son mastaba situé dans le complexe pyramidal du pharaon Sésostris III à Dahchour, et découverte par Jacques de Morgan en 1894.

## Sépulture

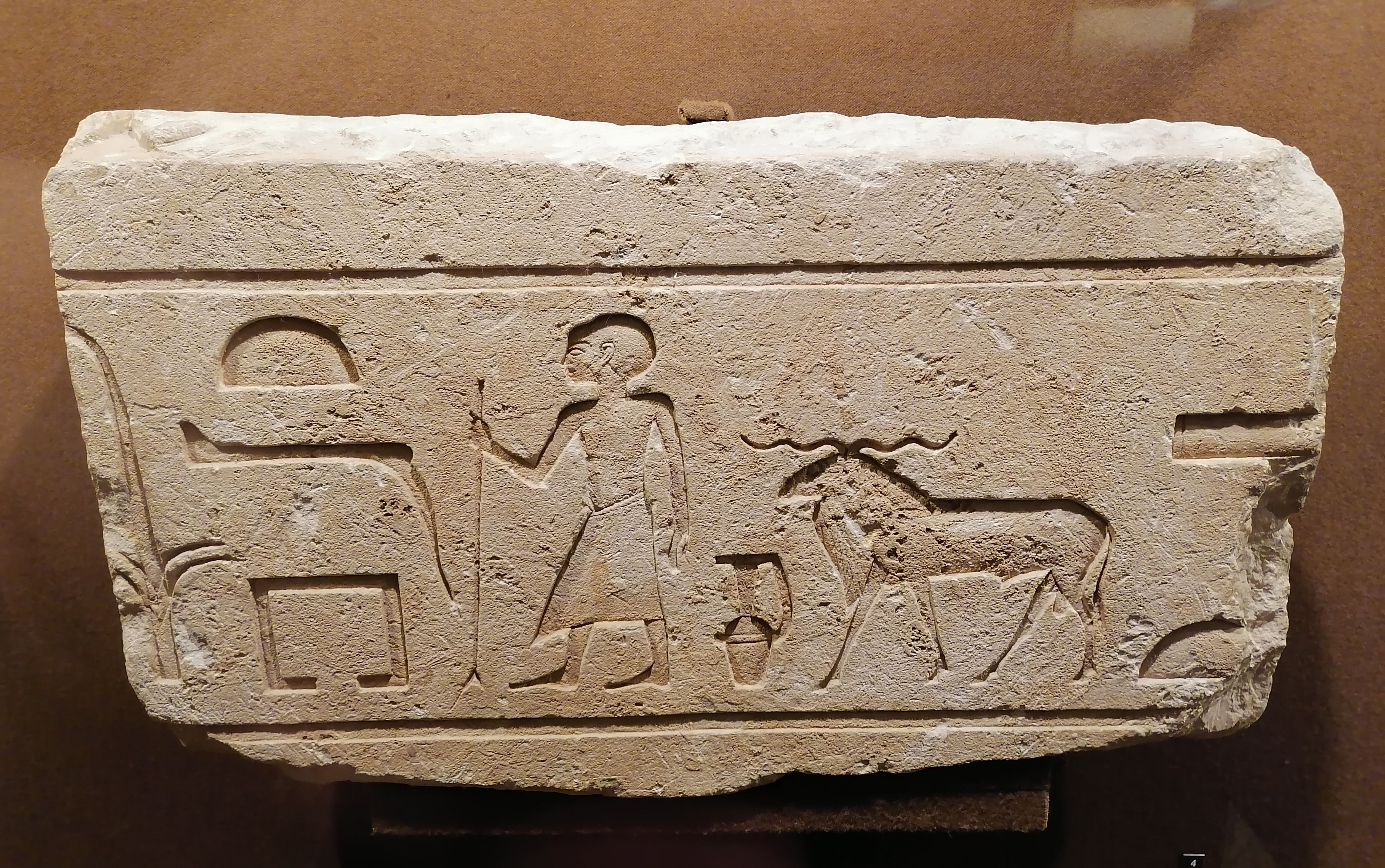
Relief du mastaba de Khnoumhotep

Le mastaba a été fouillé pour la première fois vers 1894 par Jacques de Morgan qui a trouvé plusieurs inscriptions ainsi que les restes de Khnoumhotep d'après lesquels il a estimé que le vizir devait avoir une soixantaine d'années au moment de sa mort. De nouvelles fouilles après 2000 ont permis de découvrir plusieurs autres inscriptions biographiques, dont celles mentionnant une expédition à Byblos,.
Le mastaba est massif, sans pièces intérieures, et construit en briques crues recouvertes de calcaire fin. L'extérieur est décoré d'une façade de palais et de l'inscription biographique. La tombe a une superficie d'environ quarante mètres carrés et est relativement petite si on la compare à certaines tombes voisines appartenant à d'autres vizirs qui font environ cent-cinquante mètres carrés ; ce fait, en plus de ses titres rapportés dans la tombe, suggère que Khnoumhotep a probablement commandé cette tombe au début de sa carrière, et qu'il est devenu vizir à la fin de sa vie et n'a pas eu assez de temps pour construire un mastaba plus approprié à son haut rang nouvellement atteint.